# Estádio Juca Sampaio
O Estádio Municipal Juca Sampaio é um estádio de futebol localizado na cidade de Palmeira dos Índios, estado de Alagoas, atende ao Clube Sociedade Esportiva. Sua capacidade é de 5.000 pessoas. Foi o primeiro estádio do interior alagoano a ter iluminação para receber jogos noturnos.